# A Child's Remorse
A Child's Remorse é um curta-metragem norte-americano de 1912, do gênero drama, dirigido por D. W. Griffith e distribuído pela General Film Company.